# Мемориальный музей мира в Хиросиме
Мемориальный музей мира в Хиросиме (яп. 広島平和記念資料館 Хиросима хэйва кинэн сирё:кан) — музей, расположенный в Мемориальном парке Мира. Ведущим архитектором здания стал знаменитый японский мастер Кэндзо Тангэ. Музей представляет собой комплекс из двух корпусов — Главного (1 615 кв.м.) и Восточного (10 098 кв.м.). Главный корпус спроектирован таким образом, чтобы пространство между поверхностью земли и поднятым полом символизировало человеческую власть восстать из пепла.

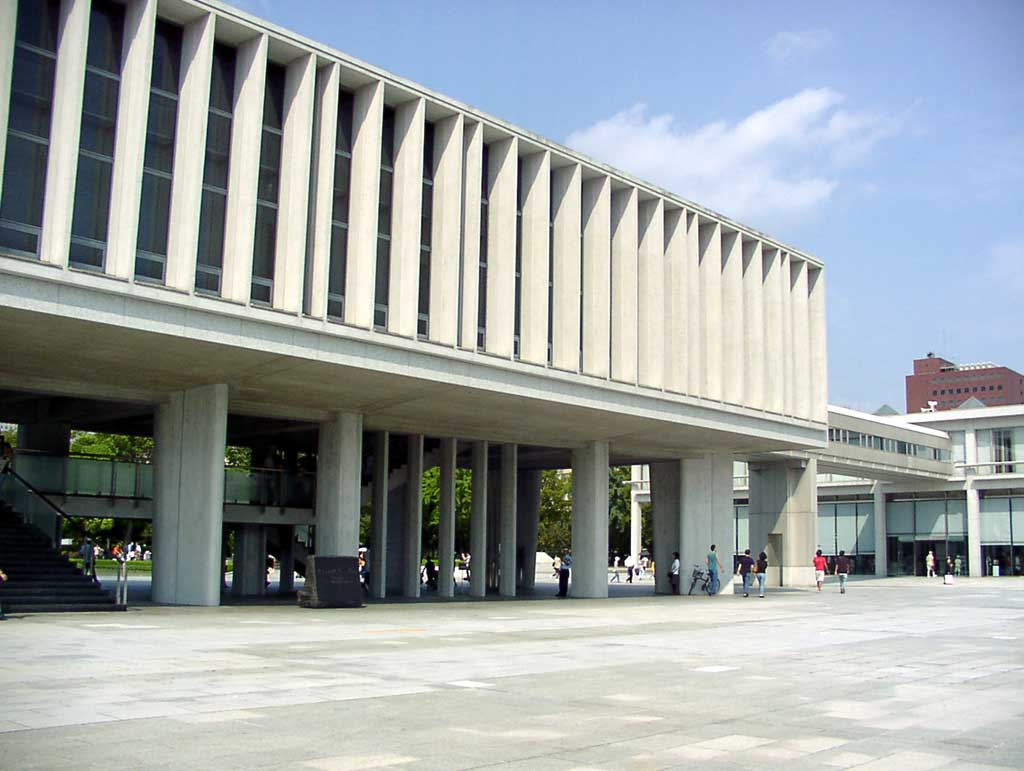
Мемориальный музей мира в Хиросиме.

В Главном корпусе находится экспозиция, связанная с атомной бомбардировкой Японии — материалы, дающие представления об ужасных последствиях взрыва, пожара, воздействия высочайшего радиационного облучения и лучевой болезни. Экспозиция включает в себя оборудование для демонстрации медиа-материалов — аудио и видео записей оставшихся в живых свидетелей бомбардировки.
Экспозиция Восточного зала посвящена предпосылкам атомной бомбардировки, участию Японии во Второй мировой войне, общей информации о Ядерном веке — изображения, модели, фотографии. Там же находится кинотеатр документального кино, картинная галерея выживших в результате бомбардировки граждан, а также конференц-залы и библиотека, где проходят образовательные мероприятия для студентов и школьников. Посещение Мемориального парка Мира и музея в Хиросиме входит в школьную программу Японии.
5 июля 2006 года здание Главного корпуса Мемориального музея Мира было внесено в список Культурных ценностей Японии. Это первое культурное достояние из числа зданий, построенных в послевоенный период.
Рядом с музеем, на другой стороне реки Ота находится знаменитый памятник жертвам атомной бомбардировки Купол Гэмбаку. 

## Галерея

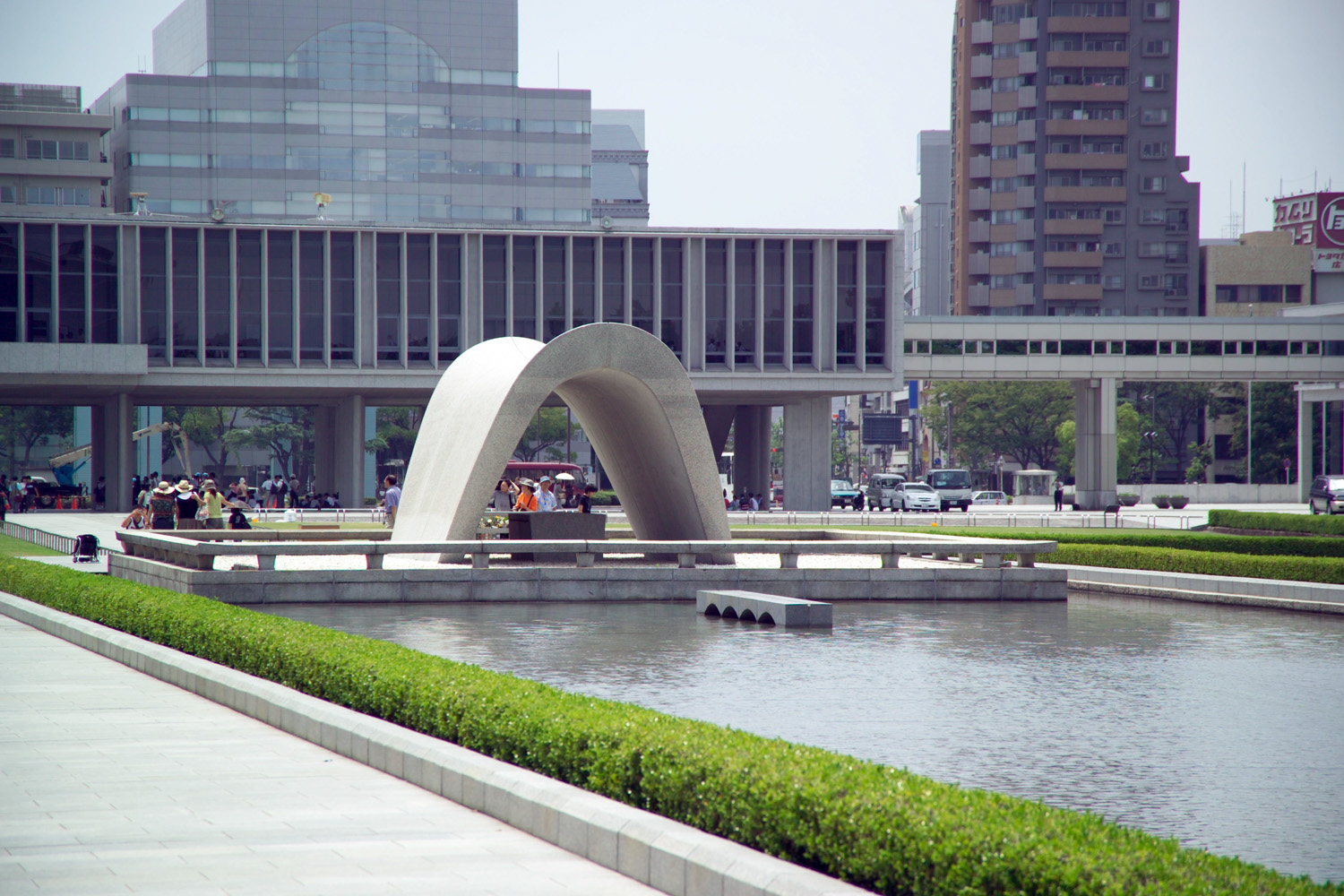
Мемориальный парк Мира
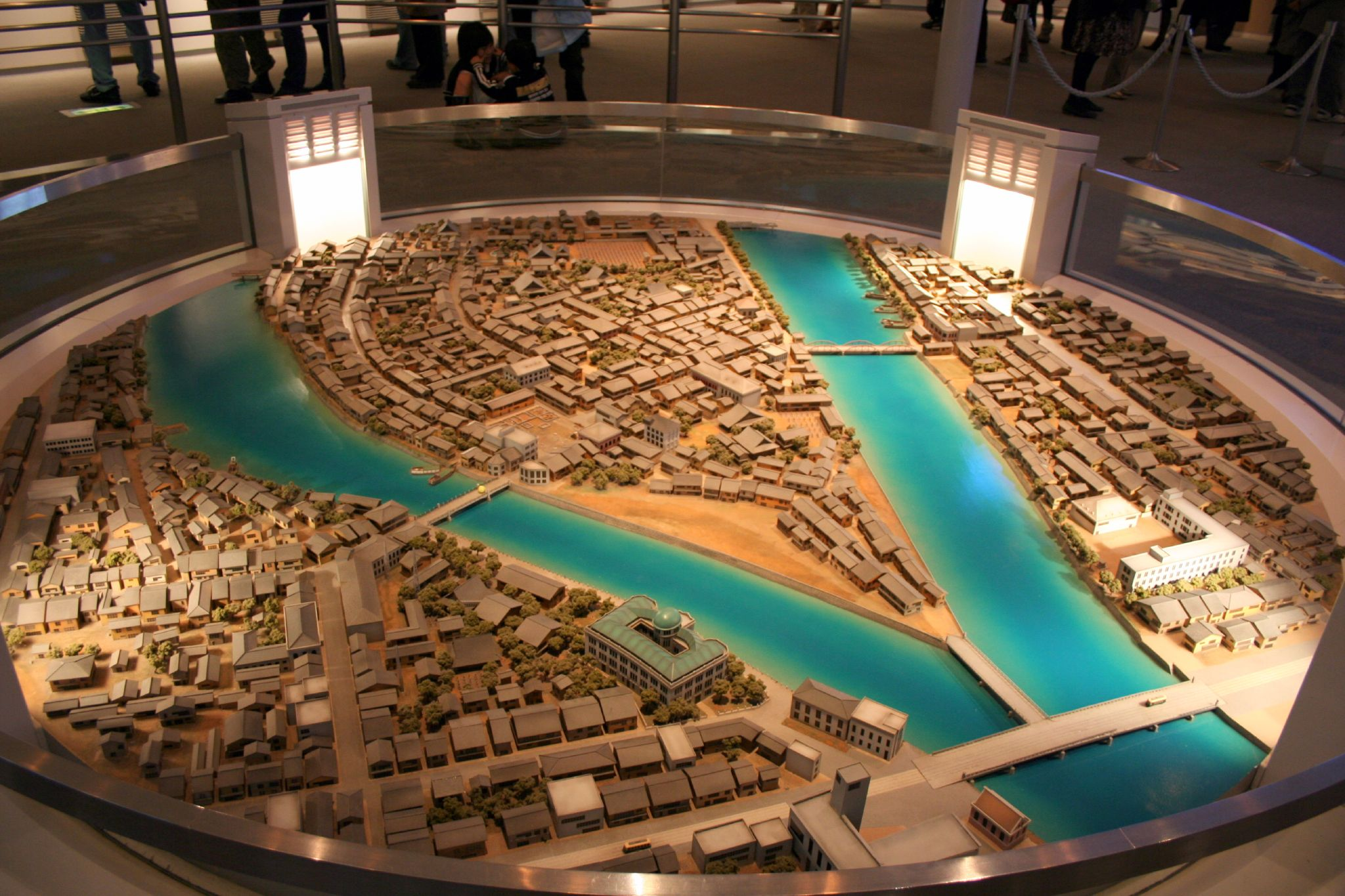
Хиросима до атомной бомбардировки.
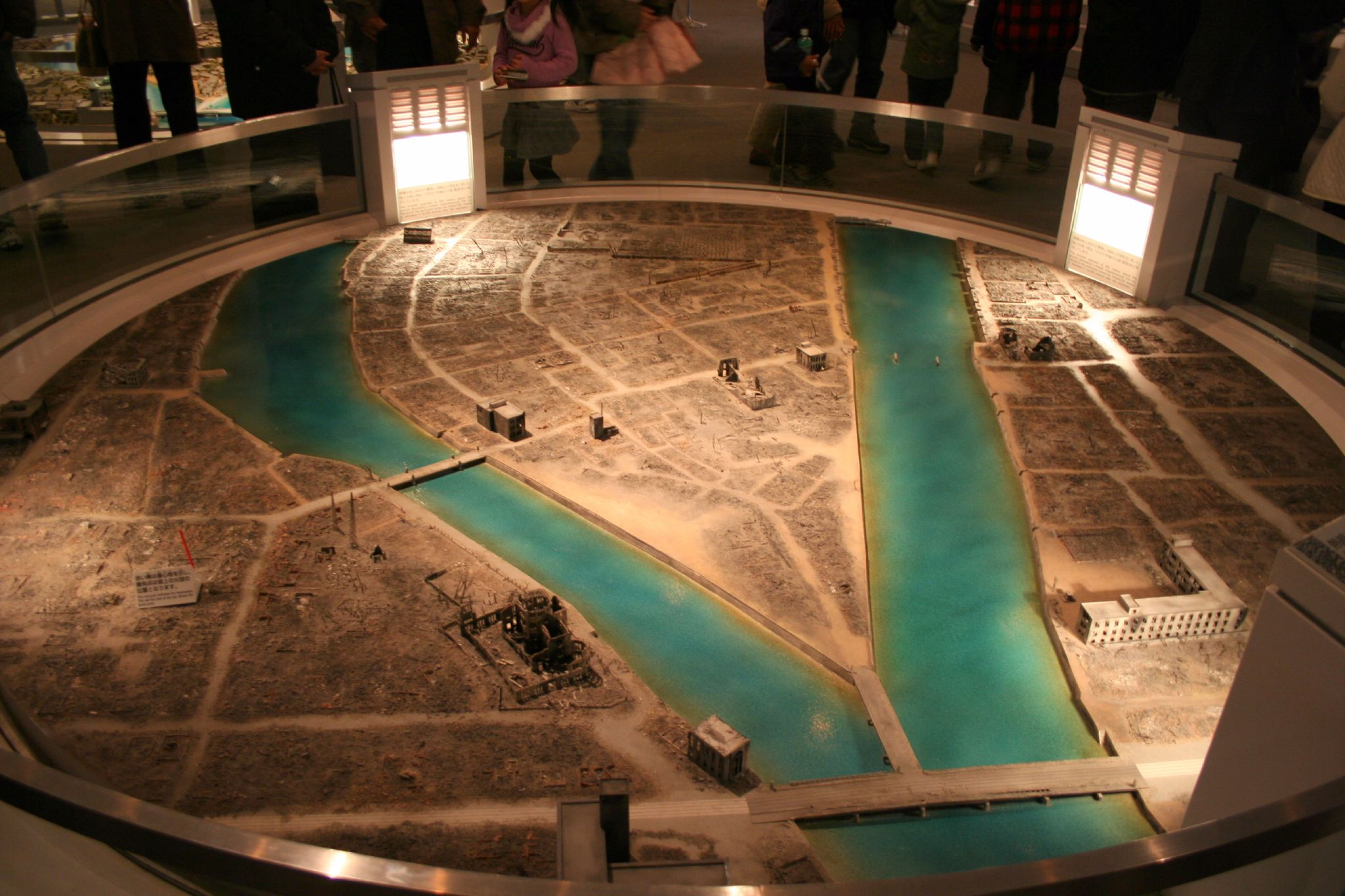
Хиросима после атомной бомбардировки.
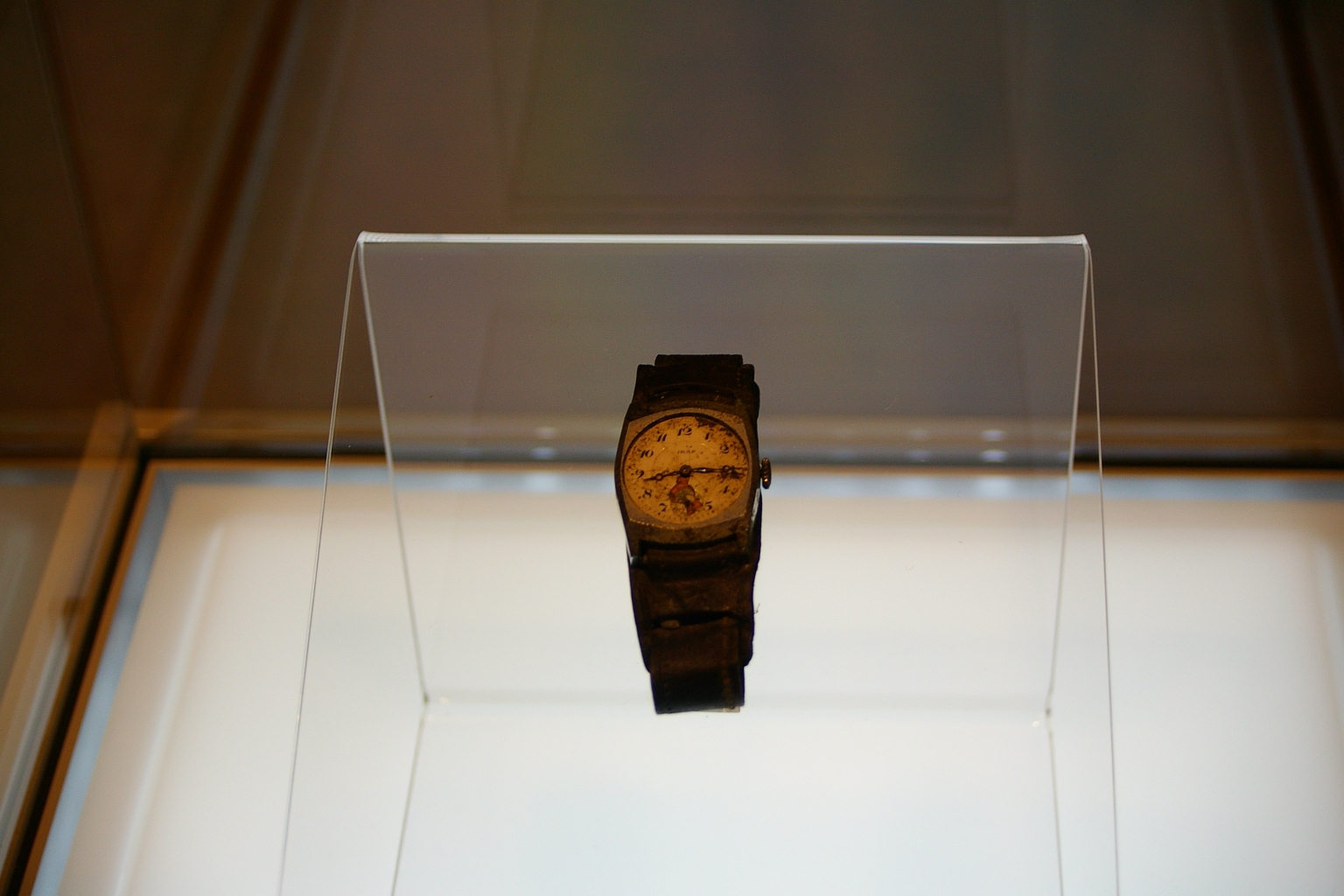
Остановившиеся часы, показывающие время бомбардировки.